# Antonio Allegretti
Antonio Allegretti (* 17. April 1840 in Cuneo; † 26. Oktober 1918 in Carrara) war ein italienischer Bildhauer.

## Leben
Antonio Allegretti studierte bei Santo Varni an der Accademia Ligustica di Belle Arti in Genua. Für eine Kain-Statue erhielt er eine Goldmedaille der Akademie und ein Stipendium. Anschließend ging er für einige Zeit nach Florenz. Von dort wurde er als Assistenzprofessor an das Istituto di Belle Arti di Roma berufen, wo er für viele Jahre blieb. Danach unterrichtete er Bildhauerei an der Accademia di Belle Arti di Carrara und wurde ihr Direktor. Bei den Weltausstellungen in Paris und Chicago wurde er mehrfach ausgezeichnet.

## Werke

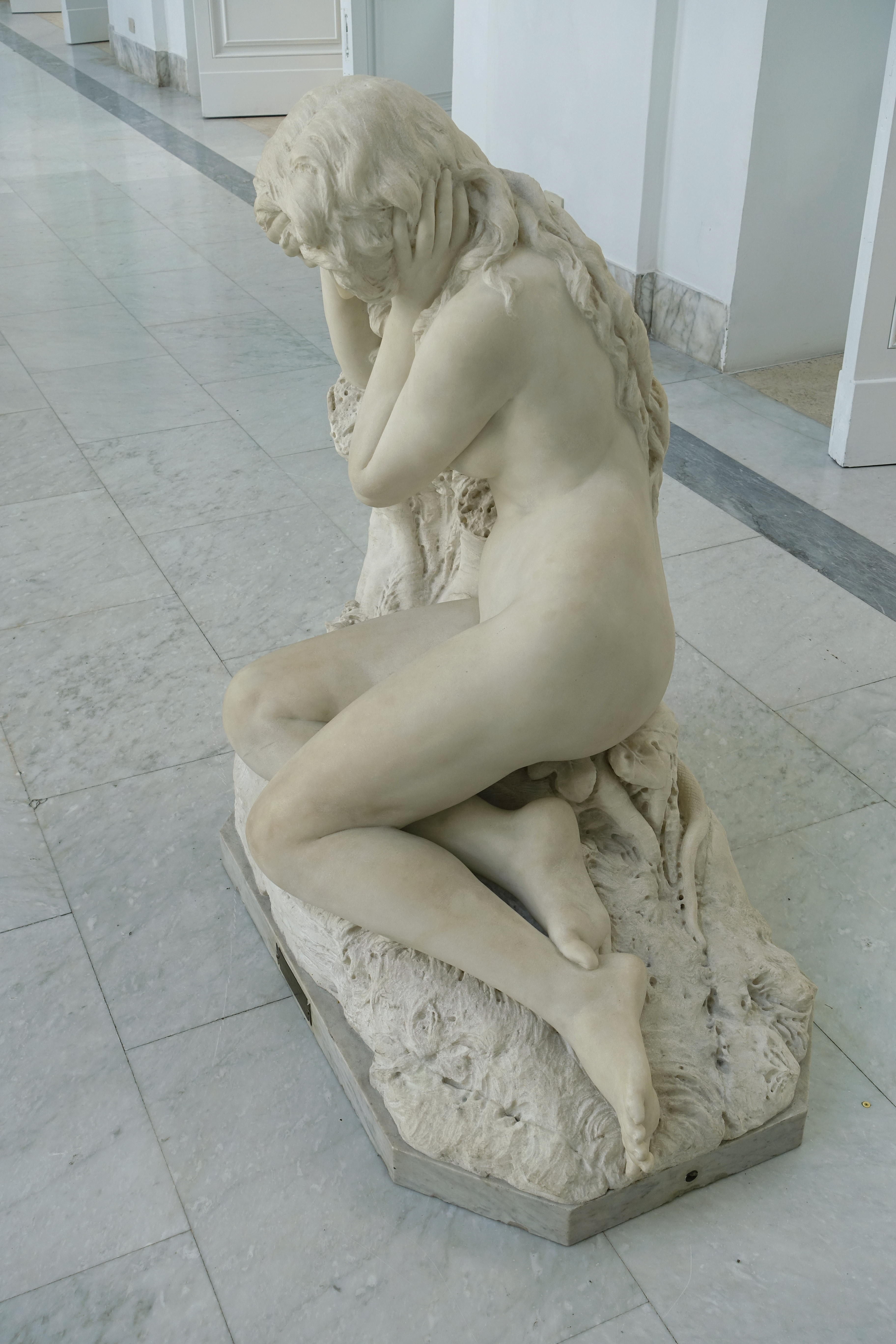
Eva dopo il peccato, Galleria Nazionale d’Arte Moderna, Rom

- Grabmal für Luigi Montano, Monumentalfriedhof Staglieno, Genua
- Porträtbüste von Gino Capponi, Florenz
- Eva dopo il peccato (Eva nach dem Sündenfall), 1881
- Margherita del Faust (Fausts Margarethe)
- Statue des hl. Thaddäus an der Fassade von Sankt Paul vor den Mauern, Rom
- Büste von Nicola Fabrizi, Abgeordnetenkammer, Rom[1]
- Denkmal für Giovanni Garelli in Mondovì
- Büste des Malers Nicolò Barabino, Accademia Ligustica di Belle Arti, Genua, 1894[2]